# Foire d'État de l'Iowa
La foire d'État de l'Iowa (en anglais Iowa State Fair) est une foire agricole et industrielle annuelle se tenant à Des Moines pour une durée de 11 jours.

## Histoire
La première foire d'État de l'Iowa se tient du 25 au 27 octobre 1854 à Fairfield avec un budget de 343 $. Elle est organisée par la Iowa State Agricultural Society et présidée par le juge Thomas W. Clagett de Keokuk. Cette première édition mélange expositions agricoles, divertissements, et permet de promouvoir la croissance économique de l’État. L'entrée était alors de 25 cents et selon l'édition du 2 novembre 1854 du journal local Fairfield Ledger : « L'assistance était nombreuse. Pendant plusieurs jours avant la Foire, des étrangers ont commencé à affluer par dizaines à Fairfield... Un tel concours de personnes n'avait jamais réuni autant de monde dans l'Iowa. Nous pensons pouvoir aisément estimer leur nombre à 7 ou 8 000. »
La foire d’État n'a pas pu avoir lieu pour la première fois en 1898 en raison de l'Exposition trans-Mississippi (en) à Omaha et de la guerre hispano-américaine pour laquelle les bâtiments ont été réquisitionnés. Par la suite, avec la Seconde Guerre mondiale les éditions de 1942 à 1945 ont été annulées et les bâtiments loués symboliquement afin de servir de dépôt d'approvisionnement. En 2020, la pandémie de Covid-19 pousse les organisateurs à reporter la foire initialement prévue du 13 au 23 août à l'année suivante. Des évènements numériques seront néanmoins tenus du 13 au 23 août tels que des tutoriels de cuisine.

## Tribune politique
Dwight D. Eisenhower est le premier président des États-Unis à visiter la foire. Cette visite se fait à l'occasion les élections de mi-mandat et Eisenhower est accompagné de son prédécesseur natif de l'Iowa Herbert Hoover. Les entrées sont alors rendues gratuites pendant la durée du discours. En réaction, Clyde E. Herring candidat démocrate au poste de gouverneur de l'époque, déclare au New York Times que cela présente « tous les aspects d'un rassemblement républicain organisé aux frais des contribuables. ».
La foire est devenue depuis une arène privilégiée pour les hommes politiques et permet d'y rencontrer une Amérique rurale et conservatrice indique Le Figaro.

## Gestion de la sécurité
Depuis 2018, la foire d'État s'est munie d'un Police Department qui lui est propre, sous le nom de Iowa State Fair Police. Les officiers sont vêtus de l'uniforme bleu classique et portent de surcroit un chapeau de cow-boy blanc.